# Satoshi
Влад Сабажук (рум. Vlad Sabajuc; нар. 1998, Кагул, Кагульський район, Республіка Молдова), відомий під сценічним псевдонімом Satoshi, — співак і композитор з Республіки Молдова.

## Біографія
Влад Сабажук народився 13 вересня 1998 року в місті Кагул, Республіка Молдова. Музикою захоплюється з дитинства. Його захоплення музикою почалася ще з дитинства, він почав складати музику в сьомому класі і самостійно навчився грати на барабанах. У 2019 році він запустив музичний проект Satoshi. На початку 2022 року Сатоші підписав контракт із звукозаписним лейблом Versus Artist у складі BR Media Group. Навчався в Академії музики, театру та образотворчого мистецтва.